# Ye Jiabei
Ye Jiabei (* 20. Januar 1993) ist eine ehemalige chinesische Sprinterin, die sich auf den 100-Meter-Lauf spezialisiert hat.

## Sportliche Laufbahn
Erste Erfahrungen bei internationalen Meisterschaften sammelte Ye Jiabei im Jahr 2009, als sie bei den Jugendweltmeisterschaften in Brixen im 100-Meter-Lauf mit 12,16 s im Halbfinale ausschied und schied über 200 m mit 25,43 s in der ersten Runde aus. Im Jahr darauf nahm sie an den Asienspielen in Guangzhou teil und belegte dort in 11,71 s den siebten Platz über 100 m und gewann mit der chinesischen 4-mal-100-Meter-Staffel in 44,22 s gemeinsam mit Tao Yujia, Liang Qiuping und Jiang Lan die Silbermedaille hinter dem Team aus Thailand. 2014 bestritt sie bei den chinesischen Meisterschaften in Suzhou ihren letzten offiziellen Wettkampf und beendete daraufhin ihre sportliche Laufbahn im Alter von nur 21 Jahren. 

## Persönliche Bestzeiten
- 100 Meter: 11,56 s (+0,5 m/s), 8. September 2011 in Hefei
  - 60 Meter (Halle): 7,43 s, 11. Februar 2012 in College Station
- 200 Meter: 24,01 s (+0,7 m/s), 4. Juni 2011 in Jinan